# Група армій «Африка»
Гру́па а́рмій А́фрика (нім. Heeresgruppe Afrika) — оперативне об'єднання німецького Вермахту в Північній Африці. Група армій була створена 22 лютого 1943 на основі німецько-італійської танкової армії. 13 травня 1943 капітулювала в Тунісі.

## Командувачі
- З 23 лютого 1943 — генерал-фельдмаршал Ервін Роммель
- З 10 березня 1943 — генерал-полковник Ганс-Юрген фон Арнім

## Склад
- Німецько-італійська танкова армія:
  - Африканський корпус
  - 20-й моторизований корпус (італійський)
  - 21-й армійський корпус (італійський)
- 5-та танкова армія:
  - 10-та танкова дивізія
  - дивізія «Генерал Герінг»
  - 334-та піхотна дивізія